# Hermandad de los Dolores del Puente (Málaga)
La Hermandad de los Dolores del Puente, cuya denominación oficial es Antigua Cofradía del Santísimo Cristo del Perdón y Nuestra Señora de los Dolores Coronada, es una hermandad de Málaga, miembro de la Agrupación de Cofradías, que participa en la Semana Santa malagueña.

## Historia
A finales del siglo XVII, se construye una capilla callejera, en las inmediaciones del río Guadalmedina, donde se daría culto a un crucificado con la advocación del Perdón. Su cometido, era el de enderezar la zona de la calle Marqués, donde se llevaban a cabo "pecados y abominaciones".
La devoción por la Virgen de los Dolores, es iniciada, por un feligrés de la iglesia de San Juan, que funda un rosario nocturno en 1747, popularmente conocido como la Hermandad de los Tiñosos, debido a que el feligrés se dedicaba a curar esa enfermedad. Al carecer de otro lugar para depositar la imagen y los enseres, solicitó permiso para establecerse en la capilla del Cristo del Perdón. Poco después surgieron desavenencias entre las dos asociaciones, desapareciendo el rosario y quedando allí la dolorosa.

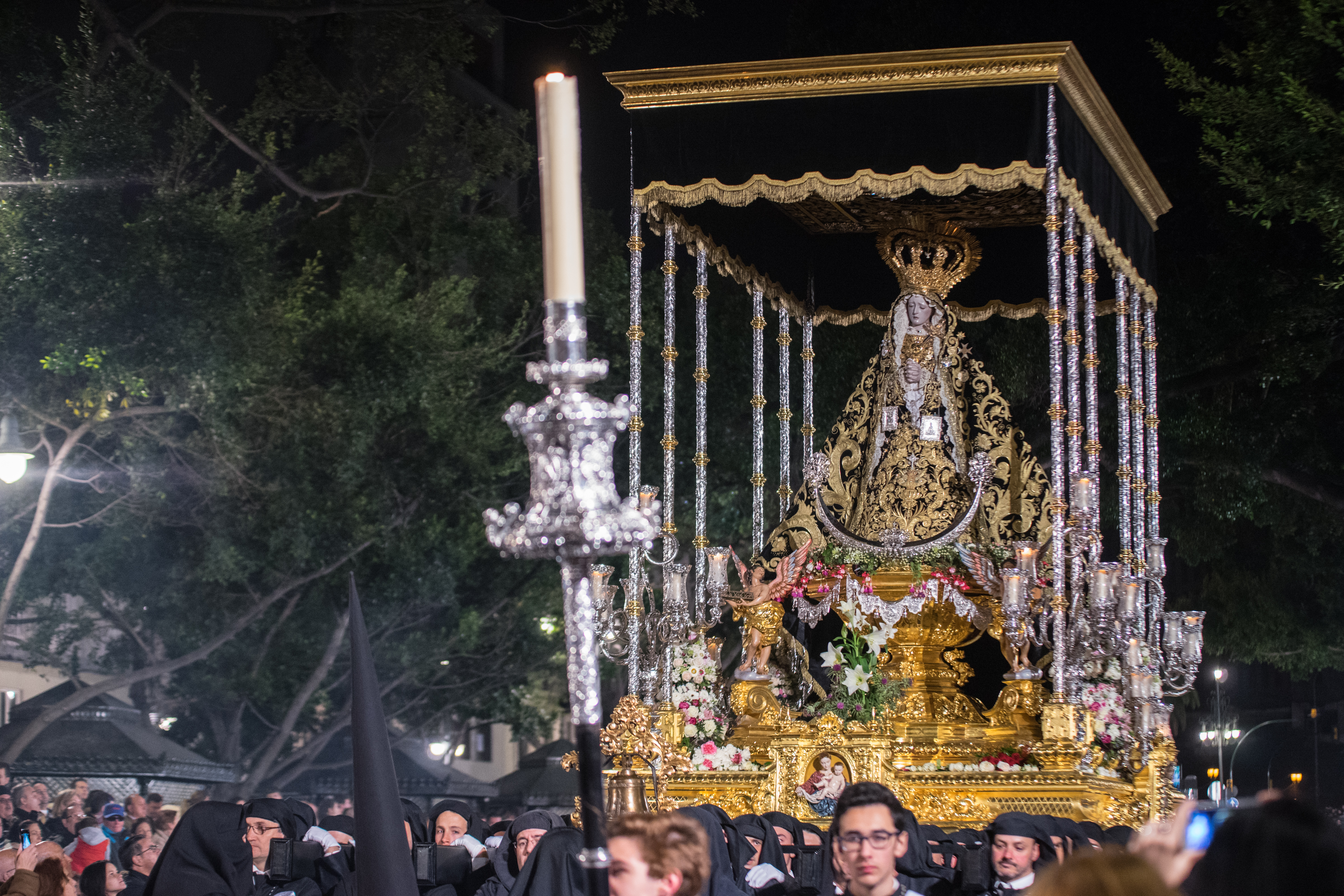
Nuestra Señora de los Dolores del Puente Coronada.

Se ignora qué pudo pasar con la imagen del Cristo de Perdón, ya que sólo la Virgen siguió recibiendo culto.
En 1927 se demolió la capilla, trasladándose la dolorosa a la otra orilla del río, en una capilla construida por la Archicofradía de la Esperanza, que permaneció hasta 1992, cuando se demolió y se construyó la actual.
La Cofradía se reorganizó en 1982, en 1987 fue acogida en el seno de la Agrupación de Cofradías y se bendijo la nueva imagen del crucificado del Perdón, obra del gallego Suso de Marcos.
El 25 de marzo de 2000, el Cristo del Perdón presidió el Vía crucis Jubilar (siendo la primera vez que procesionó acompañado de San Dimas, Gestas, la Virgen de la Encarnación y San Juan).
El 31 de Octubre de 2004, fue coronada canónicamente en la Catedral de Málaga por el obispo de la ciudad, Antonio Dorado Soto, convirtiéndose en la octava imagen mariana coronada canónicamente en la ciudad, y la quinta en procesionar en la Semana Santa de Málaga. Coincidiendo con su coronación canónica, estrenó su nuevo trono diseñado por Jesús Castellanos. 
El 12 de septiembre de 2012 falleció el conocido cofrade malagueño Jesús Castellanos, que fue reorganizador de esta hermandad entre otras muchas cosas.

## Titulares
- El Stmo. Cristo del Perdón (1987), los dos ladrones, Dimas y Gestas (2000), y San Juan Evangelista (1986) son obra de Suso de Marcos (1987). Acompaña al Señor del Perdón, Mª Stma. de la Encarnación, obra anónima del siglo XVII, (manos de Suso de Marcos).

- Nuestra Sra. de los Dolores Coronada, es obra anónima del siglo XVIII, atribuida a Pedro Asensio de la Cerda (1740-1746). Restaurada por Bárbara Hasbach en 1991 y por Francisco Naranjo Beltrán en 2015.

## Capilla de Ntra. Sra. de los Dolores Coronada

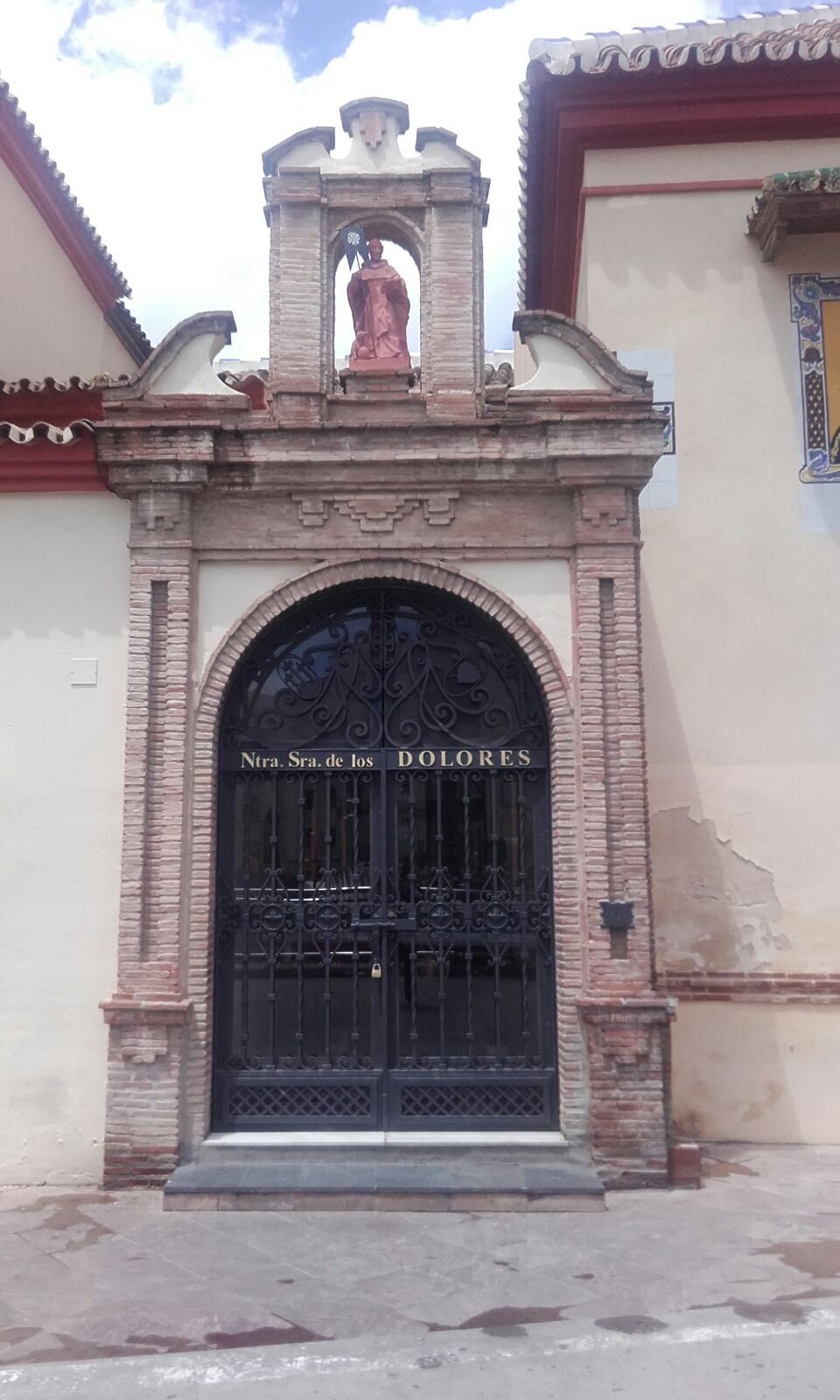
Capilla Ntra. Sra. de los Dolores del Puente Coronada

A finales del siglo XVII, Juan Valverde, un vecino de la ciudad de Málaga, tras haber sido asaltado por dos rufianes, decidió construir una capilla para dar culto a una imagen del Cristo del Perdón.  
En 1747, Martín Federico Díez fundó un Rosario nocturno, conocido como Hermandad de los Tiñosos, para recaudar limosnas y curar dicha enfermedad. Al no tener un lugar digno donde albergar a la imagen de la Virgen de los Dolores, pidió permiso para ubicarla en la capilla del Crucificado del Perdón. Esta primitiva capilla se ubicaba en la calle Marqués en las estribaciones del Puente de Santo Domingo, circunscrita a la feligresía de San Juan. Posteriormente este rosario nocturno se disolvió, pero la devoción a la Virgen de los Dolores fue acrecentándose poco a poco, y eclipsando al crucificado, hasta perder la pista a dicha imagen.
En 1927, por razones urbanísticas fue demolida la antigua capilla, trasladándose la imagen de la Virgen al otro lado del río, donde la Archicofradía de la Esperanza le labró una pequeña capilla en la fachada este de Santo Domingo. Posteriormente en 1992, de nuevo una reforma urbanística, subía la cota del nivel del suelo del Pasillo de Santo Domingo más de metro y medio, por lo que se llegó a un acuerdo con la Congregación de Mena, para construir la nueva capilla (la que actualmente existe) en el denominado "patinillo" colindante con la hermandad dominica. La actual capilla fue inaugurada el 8 de diciembre de 1994 por Fr. Florencio Turrado Turrado O. P. 
Siguiendo el diseño de Jesús Castellanos Guerrero, la capilla se distribuye en una fachada flanqueada por dos pilastras de ladrillo visto rematadas con un frontón roto, en el que corona una pequeña hornacina con una escultura de Santo Domingo de Guzmán, modelada por el mismo diseñador. En el interior se dispone un pequeño retablo con una mesa de altar en el que sustentan columnas corintias rematados por unas volutas y su parte alta, se dispone un penacho que alberga un corazón traspasado, todo ello realizado en madera dorada y policromada.

## Tronos
- El del Señor, carpintería: Rafael García Verdún, orfebrería: Manuel de los Ríos, bajo diseño de J. Castellanos (1987)

- El trono de la Virgen de los Dolores es diseño de Jesús Castellanos, basado en el estilo antequerano, tallado por Virginia Jiménez, dorado por Antonio y Manolo, escultura de Suso de Marcos y carpintería de Juan Rodríguez Sierra, barras de palio de Villarreal, arbotantes y apliques de Antonio Santos con el diseño de Jesús Castellanos (2004). Palio y manto de terciopelo negro diseño de Jesús Castellanos. El manto  bordado por hermanos de la Cofradía y el palio por Felicitación Gaviero y Francisco J. González Lorente. Ánforas de plata de Santos Campanario, arco de campana de Suso de Marcos.

## Marchas dedicadas
Banda de Música:

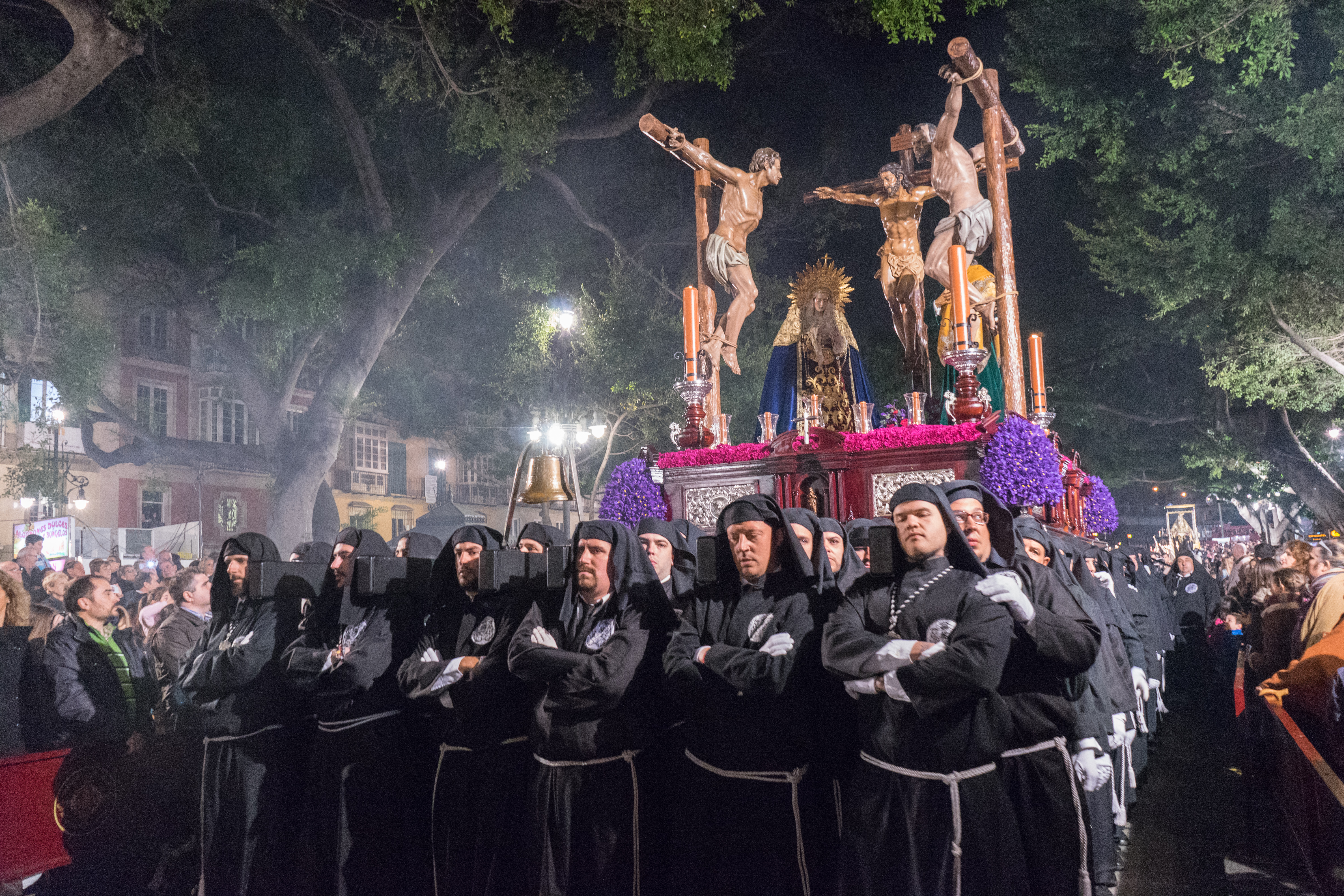
Cristo del Perdón.

- Ofertorio, (Antonio Rozas Matabuena, 1987)
- Marcha al Santísimo Cristo del Perdón, (Antonio Rozas Matabuena, 1988)
- Nuestra Señora de los Dolores del Puente, (Salvador García Sánchez, 1989)
- Dolorosa del Puente, (Desiderio Artola Tena, 1994)
- Perdón, (Desiderio Artola, 1995)
- Cristo del Perdón, (Ginés Sánchez Torres, 1995)
- Coronación, (Desiderio Artola Tena, 1997)
- Señor del Perdón, (José María Solo de Zaldívar Molina, 1998)
- Señora de los Dolores Coronada, (Raúl Guirado Carmona, 2000)
- Mater Dolorosa, (Luis Díez Huertas, 2001)
- Dolores del Puente, (Guillermo Urrestarazu Capellán, 2006)
- Plegaria al Cristo del Perdón, (Francisco Javier Moreno Ramos, 2010)
- Santísimo Cristo del Perdón, (Francisco Jesús Flores Matute, 2011)
- Señora, ¿por qué lloras?, (Francisco Javier Sánchez Sutil, 2018)
- La Azucena Dolorosa , (Pablo Martínez Recio, 2020)
- Azucena de Santo Domingo, (Pedro S. Bonillo Ortega, 2024)

Cornetas y Tambores:
- Cristo del Perdón, (José F. Jurado, 1995)
- Paso a la Virgen de los Dolores ¡La del puente!, (José López García, 2003)
- Málaga te recuerda, maestro cofrade, (Sergio Pastor, 2012)
- El Arrepentimiento de Dimas, (José Bazalo, 2016)

Música Sacra:
- Los Siete Dolores de María Santísima (Bernabé Ruiz, 1948)
- Misa de bendición del Santísimo Cristo del Perdón (Antonio Rozas Matabuena, 1987)
- Corona de Rosas y Espinas (Luis Díez Huertas, 1995)
- Misa de Coronación (Francisco Martín Jaime, 2004)
- Oración al Cristo del Perdón (Francisco Jesús Flores Matute, 2012)

Actualmente, el Señor es acompañado por la Banda de Música "Santa Cecilia", mientras que la Banda de Música "Maestro Eloy García" de la Archicofradía de la Expiración acompaña a la Dolorosa.

## Recorrido Oficial
| Predecesor: Los Gitanos | Orden de entrada en el Recorrido Oficial (Lunes Santo) 4.º lugar | Sucesor: El Cautivo |